# روژمبرک ناد ولتاووو
روژمبرک ناد ولتاووو (به لاتین: Rožmberk nad Vltavou) یک منطقهٔ مسکونی در جمهوری چک است که در ناحیه تشسکی کروملوو واقع شده‌است. روژمبرک ناد ولتاووو ۳۷۳ نفر جمعیت دارد.